# Cycloramphus granulosus
Espèce
Statut de conservation UICN

 DD  : Données insuffisantes
Cycloramphus granulosus est une espèce d'amphibiens de la famille des Cycloramphidae.

## Répartition
Cette espèce est endémique de la Sud-Est au Brésil. Elle se rencontre dans le nord de la région côtière de l'État de São Paulo et dans la pointe Sud de l'État de Rio de Janeiro à environ 800 m d'altitude dans la Serra da Bocaina dans la Serra do Mar et dans la Serra de Itatiaia dans le Serra da Mantiqueira.

## Description
Les mâles mesurent jusqu'à 42,6 mm et les femelles jusqu'à 46,2 mm.

## Publication originale
- Lutz, 1929 : Taxonomy and biology of the genus Cyclorhamphus. Memórias do Instituto Oswaldo Cruz, vol. 22, no 1, p. 17-25 (texte intégral).